# Poljanica Bistranska
Poljanica Bistranska – wieś w Chorwacji, w żupanii zagrzebskiej, siedziba gminy Bistra. W 2011 roku liczyła 1261 mieszkańców.